# 道の駅豊平どんぐり村
道の駅豊平どんぐり村（みちのえき とよひらどんぐりむら）は、広島県山県郡北広島町にある広島県道40号安佐豊平芸北線の道の駅である。

## 施設
- 駐車場：300台
  - 普通車：284台
  - 大型車：16台
  - 身障者用：6台
- トイレ
  - 男：大 9器・小 18器
  - 女：20器
  - 身障者用：6器
- 公衆電話：2台
- レストラン
  - 「お食事処 龍頭の里」（11:00 - 19:30）
  - 「どんぐり庵」（11:00 - 16:00）
  - 「むさし どんぐり村豊平店」（平日 11:00 - 17:00 日/祝： 10:00 - 18:00）
- 売店
  - 「さんさん市」（9:00 - 18:00）
  - 「どんぐり荘 新館」（10:00 - 21:00）
- 宿泊施設
  - 「どんぐり荘」
- 温泉
  - 「どんぐり荘 龍頭の湯」
- 休憩所（8:00 - 21:00）
- 公園子供広場、子供遊具施設
- 博物館、美術館
  - 「郷土民俗資料館」（9:00 - 17:00）
- 情報コーナー
  - 体験コーナー「そば道場」（11:00 - 16:00）※要予約
- スポーツ施設
  - 豊平どんぐりスタジアム
  - 運動場
  - 体育館「とよひらウィング」
- 郵便ポスト（豊平郵便局）

## 休館日
- 年末年始
- 「どんぐり庵」「そば道場」：毎週火曜日
- 「むさし どんぐり村豊平店」：毎週水曜日
- 「お食事処 龍頭の里」「どんぐり荘 新館」：第3火曜日
- 「さんさん市」：第3水曜日

## アクセス
- 広島県道40号安佐豊平芸北線 - 登録路線
  - 安佐北区鈴張（豊平分かれ交差点 国道261号） - 道の駅豊平どんぐり村 - 北広島町細見（国道186号）
  - 中国自動車道 広島北ICから国道261号・広島県道40号安佐豊平芸北線経由で約15km（約20分）[1]
- 広島県道316号都志見千代田線
- 龍頭山登山口 バス停下車 徒歩3分
  - 73 豊平・琴谷線（広電バス[2]）：広島バスセンター・横川駅前・可部駅前・安佐営業所・鈴張・豊平診療所方面 - 龍頭山登山口（豊平どんぐり村入口） - 豊平学園下・戸谷・琴谷車庫方面

## 周辺
- 龍頭山
- 国史跡「吉川元春館跡」